# Пиер-Шарл Вилньов
Пиер-Шарл де Вилньов (на френски: Pierre-Charles-Jean-Baptiste-Silvestre de Villeneuve) е френски адмирал, главнокомандващ обединения френско-испански флот в Битката при Трафалгар.

## Биография
Роден е през 1763 г., още от 1778 г. започва да служи в морската гвардия. Участва в бойните действия във френските колонии в Южна и Северна Америка. От 1786 г. служи във флота на Франция, разположен в Средиземно море. След революцията става капитан на кораб, но е свален след репресии заради дворянския си произход.
През 1795 г. служи в морската гвардия в град Тулон. Взема участие в египетския поход на Наполеон I Бонапарт, където в битката при Абукир проявява пълна пасивност, заменя загиналия адмирал Франсоа Пол Брюесде на поста командващ флота. Отвежда остатъка от флота на остров Малта, където се предава на англичаните.
От 1804 г. е контраадмирал. През 1805 г. става командващ на флота, като съвместно с испанския адмирал Фредерико Гравина и неговата Кадиска ескадра, провежда лъжлива маневра, за нахлуване на Британските острови. В процеса на осъществяване на този план, прави поход към Карибите. По време на обратния път към Европа влиза в сражение с английска ескадра при нос Финистере, в която проявява неспособност и пасивност, губейки доверието на съюзниците, заради отказа му да освободи заловените от англичаните испански кораби. По-късно, въпреки заповедта на Наполеон да навлезе в Ла Манша за продължението на плана, завива на юг и закотвя корабите в Кадис. Без видими причини престоява там 2 месеца, позволявайки на англичаните да прехвърлят подкрепления и да блокират водената от него ескадра, проваляйки плана на Наполеон.
Разбирайки ужасното състояние на ескадрата, в която екипажът е намалял драстично, а корабите са в много лошо състояние, Вилньов не пожелава да навлиза в открито море при опасността от стълкновение с блокиращите го английски сили под командването на адмирал Хорацио Нелсън и игнорира заповедите на Наполеон да навлезе в Средиземно море. Все пак през октомври, разбирайки, че за негов заместник е изпратен адмирал Росили, извежда ескадрата от Кадис, водейки я на явна гибел.
При нос Трафалгар той започва сражение с ескадрата на адмирал Нелсън, в която е разбит, попада в плен и остава в Англия. През 1805 г. се завръща във Франция. Опитва се да се върне в армията, но не е приет.
Напълно деморализиран и боейки се от гнева на Наполеон за провала на експедицията към Англия и загубата на флота, завършва живота си със самоубийство. То е подлагано многократно на съмнение в следващите години, най-вече поради факта, че адмиралът се самоубива, нанасяйки си 6 удара с нож – 5 в дробовете и 1 в сърцето.